# 노래하는 탐정
《노래하는 탐정》(영어: The Singing Detective)은 미국에서 제작된 키스 고든 감독의 2003년 뮤지컬 미스터리 코미디 드라마 영화이다. 로버트 다우니 주니어 등이 출연하였고, 브루스 데이비 등이 제작에 참여하였다.

## 출연진
- 로버트 다우니 주니어
  - 데이비드 도프먼
- 로빈 라이트 펜
- 제러미 노섬
- 케이티 홈스
- 칼라 구지노
- 에이드리언 브로디
- 멜 깁슨
- 존 폴리토
- 솔 루비넥
- 앨프리 우더드
- 클라이드 구사쓰

## 기타 제작진
- 배역: 데니즈 채미언
- 미술·의상: 퍼트리샤 노리스